# Función de discrepancia
En modelado de ecuaciones estructurales, una función de discrepancia es una función matemática que describe cuán estrechamente un modelo estructural se ajusta a un dato observado; es una medida  de bondad de ajuste. Valores más grandes de la función de discrepancia indican un pobre ajuste del modelo a los datos. En general, las estimaciones de parámetros para un modelo dado son escogidas con objeto de hacer la función de discrepancia para aquel modelo tan pequeña como sea posible.  Los conceptos análogos en estadística se conocen como  bondad de ajuste o distancia estadística, e inclujen tanto desviación como divergencia.

## Ejemplos
Hay varios tipos básicos de funciones de discrepancia, incluyendo: máxima verosimilitud (MV, en inglés maximum likelihood (ML), mínimos cuadrados generalizados (MCG, en inglés generalized least squares, GLS), y mínimos cuadrados ordinarios (MCO, en inglés ordinary least squares, OLS), los cuales están considerados las funciones de discrepancia clásicas .  Las funciones de discrepancia cumplen todas los siguientes criterios básicos:
- Son no-negativos, es decir, siempre mayores que o iguales que cero.
- Son cero solo si el ajuste es perfecto, es decir, si el modelo y el parámetro estimados reproducen a la perfección los datos observados.
- La función de discrepancia es una función continua  de los elementos de S, la matriz de covarianza de la muestra, y Σ(θ), la estimación "reproducida" de S obtenida al utilizar las estimaciones de parámetro y el modelo estructural.

Para que la "máxima verosimilitud" verifique el primer criterio,  se utiliza en una forma revisada como desviación.